# Haematopota bealesi
Haematopota bealesi är en tvåvingeart som beskrevs av Coher 1987. Haematopota bealesi ingår i släktet Haematopota och familjen bromsar.
Artens utbredningsområde är Laos. Inga underarter finns listade i Catalogue of Life.